# Giro del Piemonte 1954
Il Giro del Piemonte 1954, quarantacinquesima edizione della corsa, si svolse il 9 maggio 1954 su un percorso di 238,6 km. La vittoria fu appannaggio dell'italiano Nino Defilippis, che completò il percorso in 6h29'00", precedendo i connazionali Alfredo Martini ed Angelo Conterno.
Sul traguardo di Torino 43 ciclisti, su 71 partiti dalla medesima località, portarono a termine la competizione. 

## Ordine d'arrivo (Top 10)
| Pos. | Corridore           | Squadra             | Tempo    |
| ---- | ------------------- | ------------------- | -------- |
| 1    | Nino Defilippis     | Torpado             | 6h29'00" |
| 2    | Alfredo Martini     | Lygie               | s.t.     |
| 3    | Angelo Conterno     | Frejus              | s.t.     |
| 4    | Marcello Pellegrini | Lygie               | s.t.     |
| 5    | Agostino Coletto    | Nivea-Fuchs         | s.t.     |
| 6    | Gilberto dell'Agata | Frejus              | a 1'54"  |
| 7    | Renzo Soldani       | Doniselli-Lansetina | s.t.     |
| 8    | Luciano Ciancola    | Legnano             | s.t.     |
| 9    | Rino Benedetti      | Legnano             | s.t.     |
| 10   | Franco Aureggi      | Legnano             | s.t.     |